# مسجد آية الله
مسجد آية الله (بالفارسية: مسجد آیت‌الله) هو مسجد تاريخي يعود إلى عصر القاجاريون، ويقع في كرمان.